# Marrakech (Gemelli DiVersi)
Marrakech è un singolo del gruppo musicale italiano Gemelli DiVersi, pubblicato il 2 giugno 2023.

## Video musicale
Il video musicale è stato pubblicato in concomitanza all'uscita del brano attraverso il canale YouTube del gruppo.

## Tracce
1. Marrakech – 3:01